# Acanthonevra incerta
Acanthonevra incerta är en tvåvingeart som beskrevs av Hardy 1986. Acanthonevra incerta ingår i släktet Acanthonevra och familjen borrflugor. Inga underarter finns listade i Catalogue of Life.